# Bohuslav Fuchs
Bohuslav Fuchs (Všechovice, 24 de marzo de 1895-Brno, 18 de septiembre de 1972) fue un arquitecto racionalista checo. Está considerado como el principal arquitecto de la ciudad de Brno en el período de entreguerras.

## Trayectoria

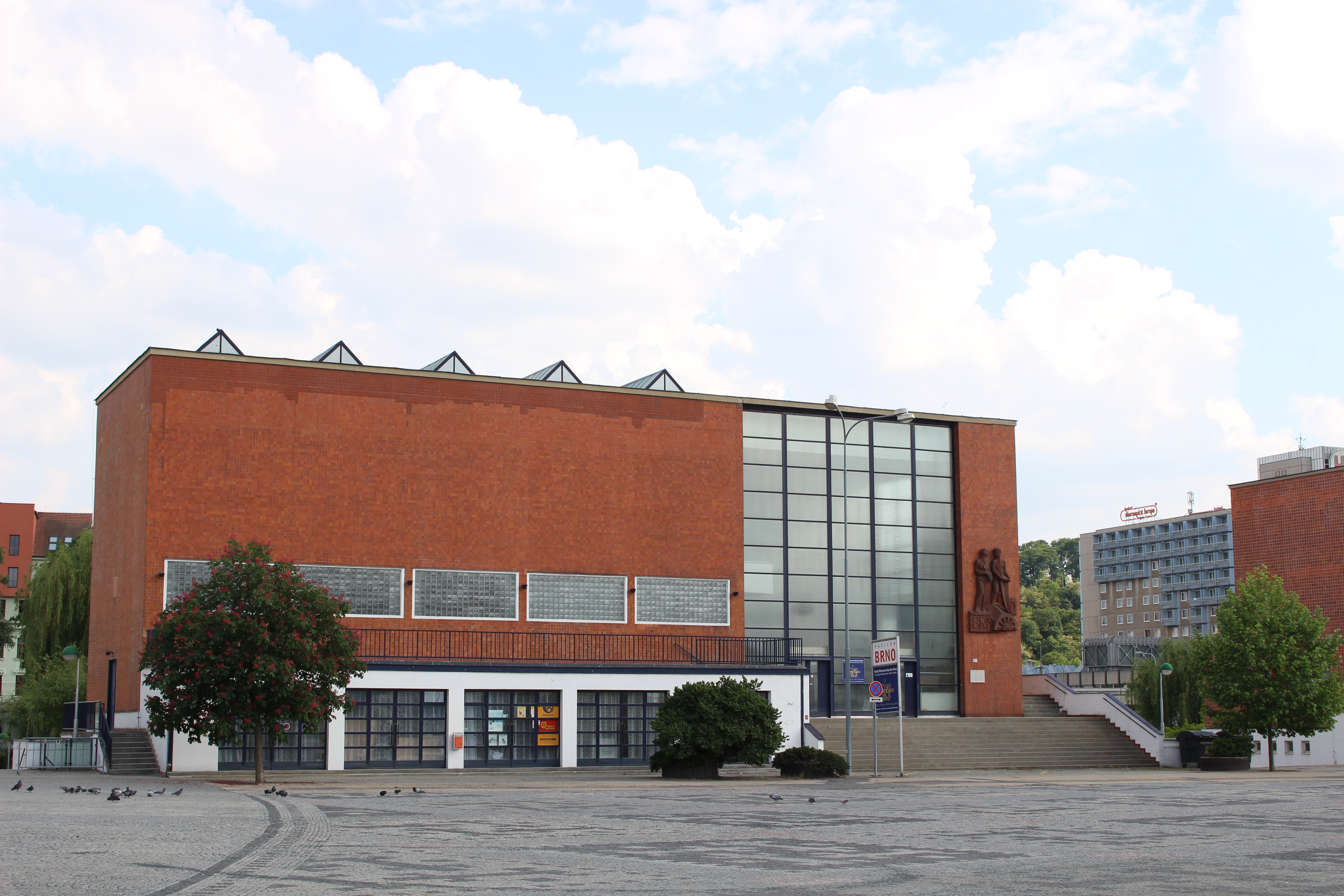
Pabellón de la Ciudad para la Exposición de Cultura Contemporánea de Brno (1928)

Estudió en la Academia de Bellas Artes de Praga (1916-1919), donde fue discípulo de Jan Kotěra. Sus primeras obras estuvieron influidas por el rondocubismo de moda entonces en Checoslovaquia, como se evidencia en la villa Plhak en Haj, Litovel (1921-1922), preyectada con Josef Štěpánek. Posteriormente recibió la influencia del constructivismo ruso y el neoplasticismo holandés, como se denota en la Bolsa de la carne de Brno (1924-1926) y la capilla del cementerio de la misma ciudad (1925-1926, con Josef Polášek).
Hacia 1925 acusó la influencia del purismo lecorbusieriano y del funcionalismo racionalista, cuyos primeros exponentes fueron el café Zeman (1925-1926), el Hotel Avion (1926-1928) y su propia casa (1927-1928), todos en Brno.
En 1928 participó en la Exposición de Cultura Contemporánea de Brno, para la que construyó el Pabellón de la Ciudad. También en 1928 concurrió a la exposición Werkbundsiedlung celebrada en Brno conocida como Nový Dům («Nueva casa»), en la que nueve miembros del Werkbund checoslovaco construyeron dieciséis casas unifamiliares en el distrito de Brno-Žabovřesky; Fuchs edificó las casas 1, 2 y 3.
Sus obras posteriores prosiguieron en estilo racionalista: Palacio de la Feria Comercial (1928), residencia universitaria Masaryk (1929-1930), Escuela de Artes Populares Vesna (1929-1930, con Josef Polášek), piscina y baños municipales (1929-1932), en Brno; sanatorio Morava en Tatranská Lomnica (1930-1931); piscina termal Zelená Žába en Trenčianske Teplice.
A finales de los años 1920 se convirtió en miembro de la rama checa del Congreso Internacional de Arquitectura Moderna (CIAM) y redactor jefe de Index, el órgano de difusión del Frente de izquierdas de Brno.
Desde finales de los años 1930 y durante los 1940 evolucionó hacia la arquitectura orgánica, como se denota en la villa Tesar (1937, con Ladislav Rado) y el Cuartel General del Ejército (1937).
En 1968 fue nombrado Artista Nacional (Národní umělec).